# Всеволод (Майданский)
Архиепи́скоп Все́волод (укр. Архієпископ Всеволод, в грекоязычных источниках его имя обозначается как Архиепископ Панкра́тий, греч. Αρχιεπίσκοπος Παγκράτιος, в миру Все́волод Васи́льевич Коломы́йцев-Майда́нский, укр. Всеволод Васильович Коломийців-Майданський; 10 декабря 1927, Калиш, Польская республика — 16 декабря 2007, Саут-Баунд-Брук, Нью-Джерси) — епископ Константинопольской православной церкви, архиепископ Скопельский, правящий епископ Западной епархии Украинской Православной Церкви в США.

## Биография
Родился 10 декабря 1927 года в городе Калиш в межвоенной Польше в семье протоиерея Василия и Марии Майданских, куда они уехали после установления на Украине советской власти.
Поступил в Варшавскую духовную семинарию и служил иподиаконом у митрополита Варшавского Дионисия (Валединского). По окончании семинарии обучался в Богословском университете Диллингена в Германии.
В 1949 году вместе с семьёй эмигрировал в Австралию. В Сиднейском Университете получил степень бакалавра искусств в области философии. Учился в Мельбурнском университете.
В 1964 получил степень магистра в области социальных проблем в филиале Университета Иешива в Нью-Йорке. Преподавал в Медицинском колледже Альберта Эйнштейна при Иешвинском университете в Нью-Йорке.
В 1985 году принял монашество и был рукоположен в сан диакона и священника предстоятелем УПЦ Америки митрополитом Евкарпийским Андреем (Кущаком).
27 сентября 1987 года архимандрит Всеволод, по благословению Патриарха Константинопольского Димитрия I, был поставлен во епископа Скопельского в составе Украинской Православной Церкви в Америке в юрисдикции Константинопольского Патриархата. Хиротонию совершили: архиепископ Северной и Южной Америки Иаков (Кукузис), митрополит Нью-Джерсийский Сила (Коскинас), епископ Дафнусийский Филипп (Кутуфас) и епископ Дорилейский Афинагор (Анастасиадис).
В 1996 году вместе с возглавляемыми им приходами объединился с Украинской Православной Церковью в США, которая вошла в состав Константинопольского Патриархата, а 11 апреля 2000 года был назначен в город Чикаго в сане архиепископа.
Как представитель Константинопольского Патриарха присутствовал на экуменических встречах. Он представлял Константинопольского Патриарха на Иерусалимской Конференции Науки и Религии и также на Миланской Конференции Религии. Являлся членом Постоянной Конференции Канонических Православных епископов Америки и участником православно-католического епископского диалога.
В 2002 году президентом Украины награждён Орденом «За заслуги» III степени. В 2007 году «за весомый личный вклад в гармонизацию межконфессиональных отношений, активную благотворительную деятельность и по случаю 80-летия со дня рождения» Президентом Украины награждён Орденом «За заслуги» II степени.
Пребывая в канонической Церкви, тем не менее, откровенно симпатизировал представителям неканонических православных конфессий Украины, с которыми вопреки канонам даже несколько раз сослужил. Кроме того архиепископ Всеволод принимал участие в отпевании и погребении главы непризнанной вселенским православием Украинской автокефальной православной церкви Димитрия (Яремы). Он также пытался добиться открытия подворья Константинопольского Патриархата при Успенской церкви во Львове, занимаемой приверженцами УАПЦ. Кроме того, тесно взаимодействовал с украинскими униатами, являлся постоянным участником синодов Греко-католической церкви и униатских богослужений, заявлял, что считает Украинскую греко-католическую церковь «преемницей древней Киевской Церкви».
Скончался 16 декабря 2007 года в Чикаго после продолжительной болезни.